# Ciro Solano Hurtado
Ciro Solano Hurtado (Sampues, 14 de mayo de 1961) es un abogado y dirigente deportivo colombiano. Es el actual presidente del Comité Olímpico Colombiano (COC) desde 2021. El pasado 23 de octubre de 2023, La Asamblea General Ordinaria de Centro Caribe Sports eligió a Ciro Solano como su tesorero para el periodo 2023 - 2027. 
En el marco de los Juegos Panamericanos Santiago 2023, el presidente del Comité Olímpico Colombiano, Ciro Solano Hurtado, fue electo para encabezar la gestión de la Asociación Panamericana de Atletismo hasta el 2027. Solano pasó a liderar el comité ejecutivo de la máxima entidad del atletismo continental, siendo el único colombiano de la mesa.

## Biografía
Nació en Sampues Sucre, entre su niñez y adolescencia se radica en Cereté y Montería estudio derecho en la Universidad Externado de Colombia.Entre sus cargos como dirigente deportivo se destacan en hacer la institución que prepara el ciclo olímpico y tres en la Federación Colombiana de Atletismo, de la que fue presidente entre 1990 y 1998 y se desempeñó como vicepresidente. Se destacó por ser vicepresidente de la Confederación Panamericana de Atletismo.
Entre sus logros están en ser jefe de misión en los Olímpicos de Atenas 2004, Beijing 2008 y Londres 2012 y Río de Janeiro 2016, un cargo que es considerado un privilegio en el deporte y que permite roce internacional. Con la colaboración de Julio Roberto Gómez Gaitán, organizaron el Campeonato Suramericano Juvenil de Atletismo en Medellín de 2011. En 2021 fue elegido como presidente del Comité Olímpico Colombiano.